# استن اسمیت (بازیکن تنیس)
استن اسمیت (انگلیسی: Stan Smith؛ زادهٔ ۱۴ دسامبر ۱۹۴۶) تنیس‌باز اهل ایالات متحده آمریکا است.
وی در گذشته نفر اول رنکینگ برترین تنیس بوده‌است.برنده ۲ گرند اسلم (تنیس) انفرادی شده‌است.یکی از بهترین بازیکنان در بخش دونفره به همراه باب لاتز در زمان خود به شمار می‌رفته است.